# Chiesa di Santa Maria Ognibene
La chiesa di Santa Maria Ognibene è una delle chiese monumentali di Napoli.

## Storia
L'edificio di culto venne edificato tra il 1630 e il 1666 ad opera di Francesco Magnocavallo per ospitare l'omonima congrega, dopo che questa dovette lasciare la chiesa di Santa Maria ad Ogni Bene dei Sette Dolori. Dopo il periodo francese, la comunità ritornò alla sua vecchia parrocchia in cui rimase definitivamente.
All'interno sono di spicco due pregevoli tele: sull'altare maggiore vi è una tela di Giuseppe Marullo rappresentante la Vergine con San Biagio e San Gennaro; sul terzo altare sulla sinistra San Giuseppe con il Bambino di Giovan Battista Rossi.
Tra il 2022 e il 2023 è stato compiuto il restauro della facciata.